# Płoske (obwód tarnopolski)
Płoske (ukr. Плоске, hist. pol. Folwarki Duże) – wieś na Ukrainie, w obwodzie tarnopolskim, w rejonie krzemienieckim, w hromadzie Krzemieniec. W 2001 liczyła 503 mieszkańców, spośród których 502 wskazało jako ojczysty język ukraiński, a 1 rosyjski.
W okresie międzywojennym wieś Folwarki Duże znajdowała się w granicach II RP, wchodząc w skład gminy Katerburg w powiecie krzemienieckim, w województwie wołyńskim.